# Menthon-Saint-Bernard
Pour les articles homonymes, voir Menton (Alpes-Maritimes), Menthon (homonymie) et Saint-Bernard.
Menthon-Saint-Bernard est une commune française située dans le département de la Haute-Savoie, en région Auvergne-Rhône-Alpes.

## Géographie

### Localisation
Menthon-Saint-Bernard se situe sur la rive est du lac d'Annecy, au pied des dents de Lanfon, au sud du mont Veyrier et au nord du Roc de Chère, à 9 km au sud-est d'Annecy.

### Communes limitrophes

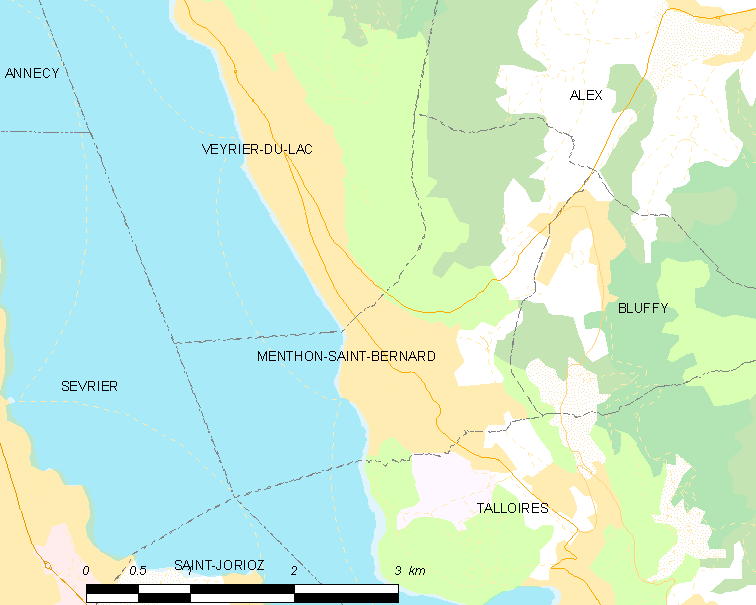
Menthon-Saint-Bernard et les communes voisines.

## Urbanisme

### Typologie
Au 1er janvier 2024, Menthon-Saint-Bernard est catégorisée bourg rural, selon la nouvelle grille communale de densité à sept niveaux définie par l'Insee en 2022.
Elle appartient à l'unité urbaine de Veyrier-du-Lac, une agglomération intra-départementale regroupant trois  communes, dont elle est ville-centre,,. Par ailleurs la commune fait partie de l'aire d'attraction d'Annecy, dont elle est une commune de la couronne,. Cette aire, qui regroupe 79 communes, est catégorisée dans les aires de 200 000 à moins de 700 000 habitants,.
La commune, bordée par un plan d’eau intérieur d’une superficie supérieure à 1 000 hectares, le lac d'Annecy, est également une commune littorale au sens de la loi du 3 janvier 1986, dite loi littoral. Des dispositions spécifiques d’urbanisme s’y appliquent dès lors afin de préserver les espaces naturels, les sites, les paysages et l’équilibre écologique du littoral, tel le principe d'inconstructibilité, en dehors des espaces urbanisés, sur la bande littorale des 100 mètres, ou plus si le plan local d’urbanisme le prévoit.

### Occupation des sols
L'occupation des sols de la commune, telle qu'elle ressort de la base de données européenne d’occupation biophysique des sols Corine Land Cover (CLC), est marquée par l'importance des forêts et milieux semi-naturels (32,9 % en 2018), en augmentation par rapport à 1990 (31,3 %). La répartition détaillée en 2018 est la suivante : 
forêts (32,9 %), eaux continentales (30,1 %), zones urbanisées (24,9 %), prairies (11,9 %), espaces verts artificialisés, non agricoles (0,1 %), zones agricoles hétérogènes (0,1 %).
L'IGN met par ailleurs à disposition un outil en ligne permettant de comparer l’évolution dans le temps de l’occupation des sols de la commune (ou de territoires à des échelles différentes). Plusieurs époques sont accessibles sous forme de cartes ou photos aériennes : la carte de Cassini (XVIIIe siècle), la carte d'état-major (1820-1866) et la période actuelle (1950 à aujourd'hui).

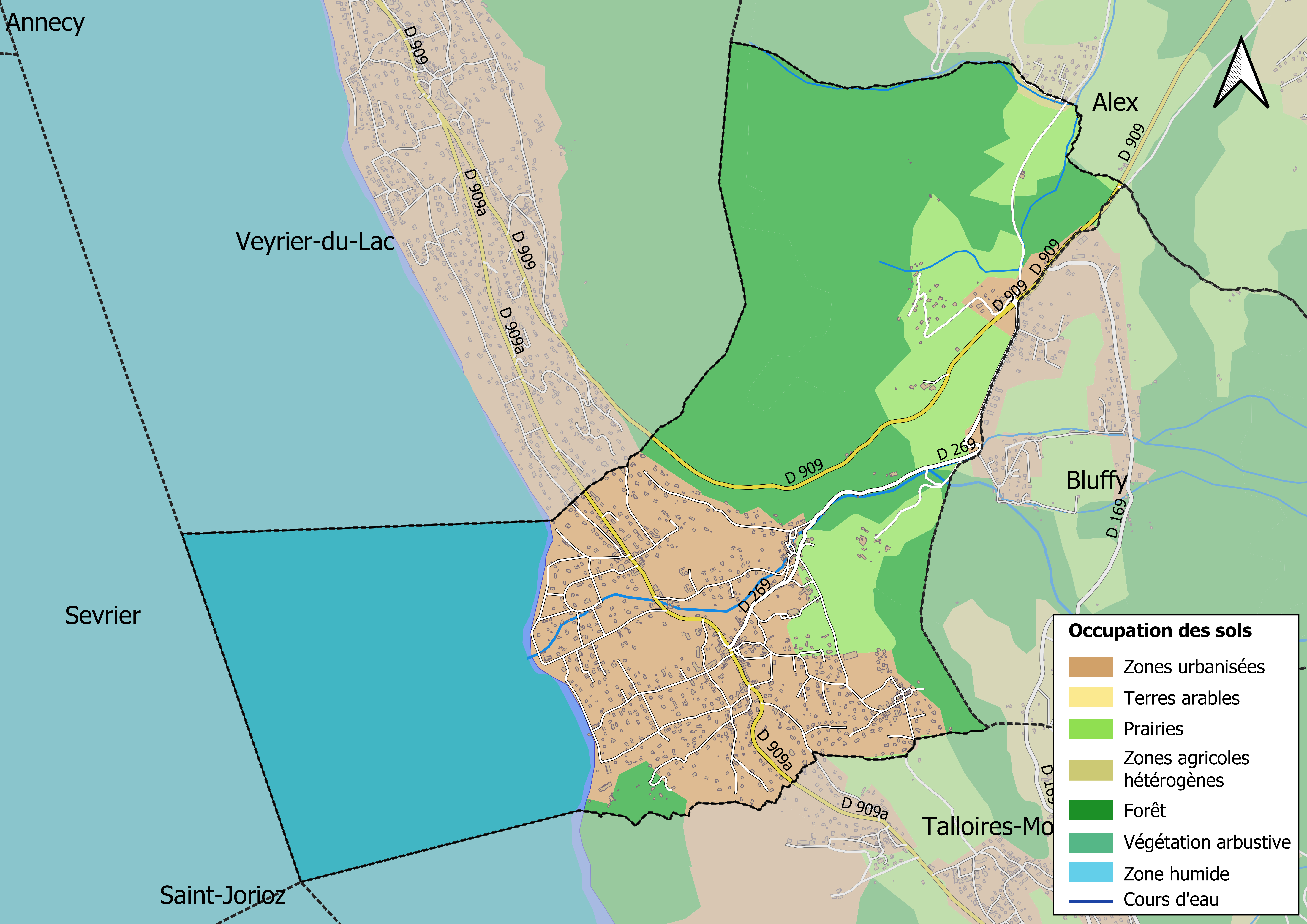
Carte des infrastructures et de l'occupation des sols en 2018 (CLC) de la commune.
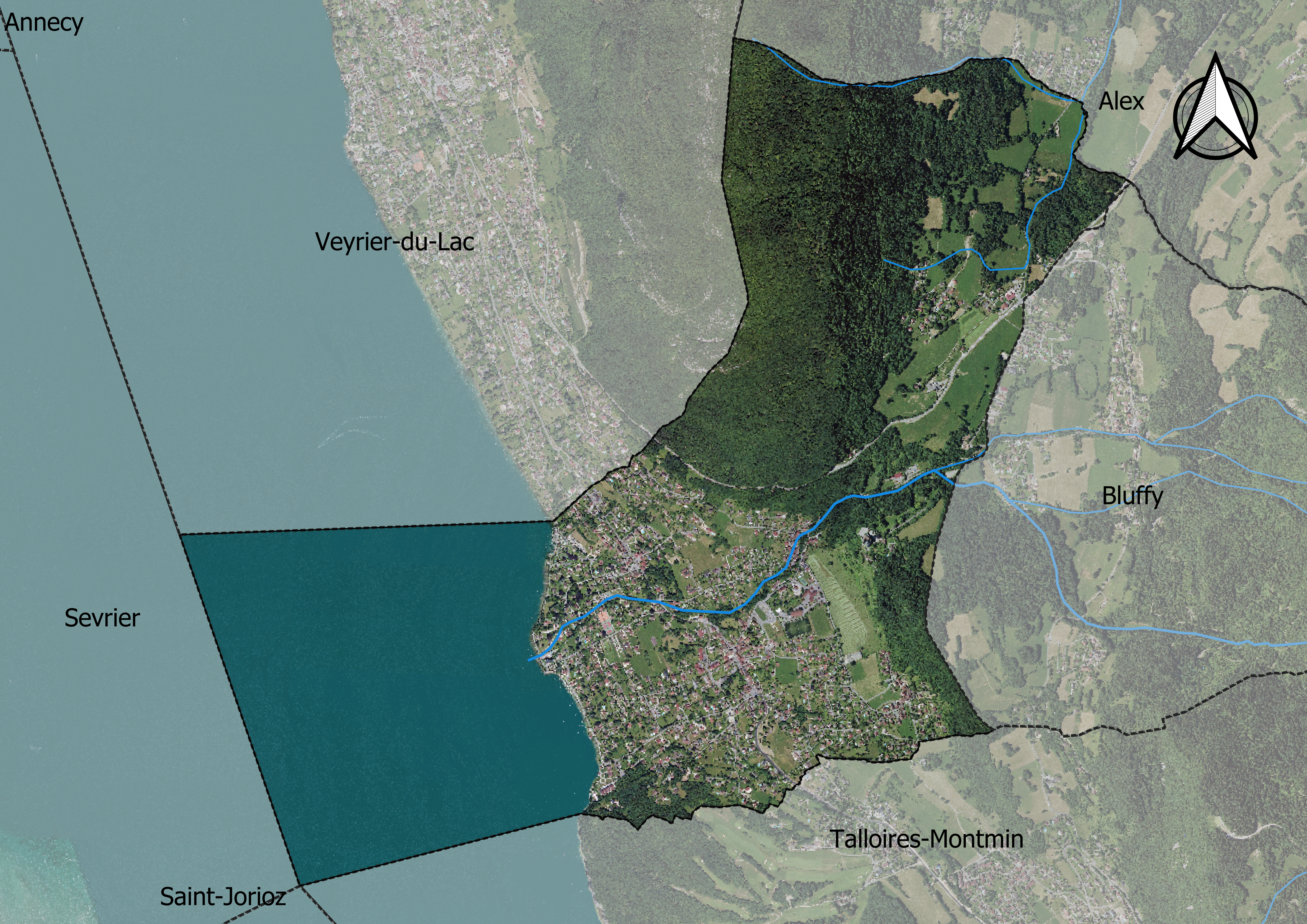
Carte orthophotogrammétrique de la commune.

## Toponymie
Le nom de la localité est mentionné sous les formes Mentone, dans le cartulaire de l'abbaye de Talloires, de la fin du XIIe - début du XIIIe siècle, ou encore Mento/Mentons dans les actes du Régeste genevois. Par la suite, on trouve les formes Mentuno en 1257, Cura de Menthone vers 1344, puis Menthon jusqu'en 1943.
Menthon devient officiellement Menthon-Saint-Bernard par décret du 2 mars 1943,.
Menthon est un nom dérivé du gentilice *Mentonius (Voir Menton (Alpes-Maritimes)). Henri Suter indique également que ce nom signifierait en langue gauloise « « tour sur le rocher », de men, « pierre, rocher », et dunum, « forteresse » ». Cependant, men est une forme du breton maen « pierre » cf. menhir « pierre longue », l'ancien breton avait main, le cornique a men et le gallois maen, toutes sont des formes évolués du celtique commun *maginos cf. vieil irlandais magen, qui est aussi la forme reconstituée du gaulois.
Menthon est associé au nom de saint Bernard de Menthon, qui, selon la légende, serait né vers 923 dans le château et appartiendrait ainsi à la famille seigneuriale locale de Menthon.
En francoprovençal, le nom de la commune s'écrit Minto (graphie de Conflans) ou Menton (ORB).

## Histoire

### Période antique
Le territoire se trouve en territoire des Allobroges qui contrôlent l'avant-pays plat, entre le Rhône et les Alpes.
Les Romains interviennent dans les environs à partir du IIe siècle av. J.-C. Une fois le territoire pacifié, ils construisent des routes afin de commercer et notamment la route secondaire reliant Turin à Genève, passant par le village de Verthier en provenance de la mansio Casuaria (village de Viuz sur la commune de Faverges), qui se développe au Ier siècle, sur la rive droite du lac. Des traces de présences de villa, puis  d'autres attribuées à la présence burgonde ont été retrouvées dans la commune voisine de Veyrier.

### Période médiévale
Vers 1008, au premier château construit 2 siècles auparavant, serait né Saint Bernard de Menthon, fondateur des hospices du Grand et Petit-Saint-Bernard, canonisé en 1220. Il est le saint patron des montagnards.
La famille de Menthon, toujours propriétaire du château, est arrivée en 1190 en provenance de Bourgogne, son fondateur était Jean de Menthon.
Le château actuel a commencé à être construit au XIIIe siècle, il contient de nombreux trésors : mobiliers, livres, tapisseries.
Au XVe siècle, l'amiral Nicod de Menthon, fut gouverneur de Nice, plus tard Guillaume de Menthon fut lieutenant-général de Savoie.

### Période contemporaine
Menthon annexe les secteurs dit des Choseaux, appartenant à la commune voisine de Talloires, par le décret du 17 février 1864 et des Presles provenant de Veyrier-du-Lac, par le décret du 26 juin 1910. Durant le régime concordataire français, la paroisse annexe le village des Choseaux, qui était jusque-là attaché à la paroisse de Talloires.
Au XIXe siècle, René de Menthon fut un grand collectionneur de plantes et un artiste.
Au premier recensement de 1861, la commune comptait 669 habitants.
Dans les années 1860, un nouveau cimetière entouré d'un enclos est créé pour remplacer celui qui jouxte alors l'église. Il a été agrandi dans les années 1970. La décision d'un nouveau cimetière est votée en décembre 2010.
La commune s'agrandit avec l'ajout, le  17 février 1864, des Choseaux (qui se trouvait sur la commune de Talloires) et, le 26 juin 1910, des Presles (qui se trouvait sur la commune de Veyrier-du-Lac). La paroisse de Menthon est aussi agrandie par le Concordat avec l'ajout du village des Choseaux.
En 1888, création de l'école privée des Moulins.
Au XXe siècle, Henri de Menthon fut député dans la Haute-Saône et François de Menthon fut un des fondateurs de la Résistance française, créateur du « mouvement Liberté » à Annecy et à Lyon, éditeur d'un journal clandestin (Liberté puis Combat), ministre de la Justice du gouvernement provisoire à la Libération, procureur au tribunal de Nuremberg et fondateur du mouvement de la Jeunesse ouvrière chrétienne.
Au 2 mars 1943 (sous le régime de Vichy), la commune de Menthon est renommée Menthon-Saint-Bernard.

## Politique et administration

### Situation administrative
La commune appartient au canton de Faverges, qui depuis le redécoupage cantonal de 2014, est composé de 27 communes dont Alex, Lathuile, La Balme-de-Thuy, Chevaline, Le Bouchet-Mont-Charvin, Les Clefs, Cons-Sainte-Colombe, La Clusaz, Doussard, Entremont, Giez, Dingy-Saint-Clair, Marlens, Le Grand-Bornand, Montmin, Lathuile, Saint-Ferréol, Seythenex, Manigod, Saint-Jean-de-Sixt, Les Villards-sur-Thônes, Talloires, Thônes, Veyrier-du-Lac, Serraval. La ville de Faverges en est le bureau centralisateur. Auparavant la commune était attachée au canton d'Annecy-le-Vieux.
Elle est aussi membre du Grand Annecy qui remplace depuis le 1er janvier 2017 la communauté de communes de la Tournette, qui comportait quatre communes.
La commune relève de l'arrondissement d'Annecy et de la deuxième circonscription de la Haute-Savoie.

### Liste des maires
Son maire actuel, Antoine de Menthon (né en 1953), est conseiller général depuis 1998 du canton d'Annecy-le-Vieux.
| Période                                  | Période   | Identité            | Étiquette   | Qualité                                                          |
| ---------------------------------------- | --------- | ------------------- | ----------- | ---------------------------------------------------------------- |
| ~1900                                    | ~1920     | Philibert d'Orlyé   |             |                                                                  |
| 1944                                     | mars 1977 | François de Menthon | MRP         | Ministre de la justice Député Conseiller général                 |
| mars 1977                                | mars 1983 | Jean Dutour         |             |                                                                  |
| mars 1983                                | En cours  | Antoine de Menthon  | PR puis UMP | Conseiller général, suppléant du député Jean Brocard (1988-1993) |
| Les données manquantes sont à compléter. |           |                     |             |                                                                  |

Antoine de Menthon est le cousin issu de germain de l'actuel comte de Menthon : Olivier de Menthon (fils de François de Menthon), l'ancêtre commun étant  Bernard Auguste René, comte de Menthon de la Maison de Menthon.

## Population et société
Ses habitants sont appelés les Menthonnais.

### Démographie
L'évolution du nombre d'habitants est connue à travers les recensements de la population effectués dans la commune depuis 1793. Pour les communes de moins de 10 000 habitants, une enquête de recensement portant sur toute la population est réalisée tous les cinq ans, les populations de référence des années intermédiaires étant quant à elles estimées par interpolation ou extrapolation. Pour la commune, le premier recensement exhaustif entrant dans le cadre du nouveau dispositif a été réalisé en 2008.

En 2022, la commune comptait 1 889 habitants, en évolution de −0,21 % par rapport à 2016 (Haute-Savoie : +6,01 %, France hors Mayotte : +2,11 %).
| 1793 | 1800 | 1806 | 1822 | 1838 | 1848 | 1858 | 1861 | 1866 |
| ---- | ---- | ---- | ---- | ---- | ---- | ---- | ---- | ---- |
| 620  | 668  | 695  | 642  | 731  | 733  | 647  | 669  | 714  |

| 1872 | 1876 | 1881 | 1886 | 1891 | 1896 | 1901 | 1906 | 1911 |
| ---- | ---- | ---- | ---- | ---- | ---- | ---- | ---- | ---- |
| 773  | 737  | 733  | 737  | 618  | 588  | 578  | 552  | 652  |

| 1921 | 1926 | 1931 | 1936 | 1946 | 1954 | 1962 | 1968 | 1975 |
| ---- | ---- | ---- | ---- | ---- | ---- | ---- | ---- | ---- |
| 552  | 566  | 501  | 501  | 597  | 671  | 575  | 702  | 818  |

| 1982  | 1990  | 1999  | 2006  | 2008  | 2013  | 2018  | 2022  | - |
| ----- | ----- | ----- | ----- | ----- | ----- | ----- | ----- | - |
| 1 178 | 1 517 | 1 659 | 1 818 | 1 863 | 1 905 | 1 884 | 1 889 | - |

### Enseignement
La commune de Menthon-Saint-Bernard est située dans l'académie de Grenoble. En 2016, elle administre deux écoles maternelles, l'école privée Les Moulins regroupant 17 élèves et l'école Le Clos Chevalier avec 57 élèves, et deux écoles élémentaires, Le Clos Chevalier, regroupant 120 élèves et l'école privée Les Moulins regroupant 52 élèves.

### Médias

#### Radios et télévisions
La commune est couverte par des antennes locales de radios dont France Bleu Pays de Savoie, ODS radio, Radio Semnoz… Enfin, la chaîne de télévision locale TV8 Mont-Blanc diffuse des émissions sur les pays de Savoie. Régulièrement l'émission La Place du village expose la vie locale. France 3 et sa station régionale France 3 Alpes, peuvent parfois relater les faits de vie de la commune.

#### Presse et magazines
La presse écrite locale est représentée par des titres comme Le Dauphiné libéré, L'Essor savoyard, Le Messager - édition Genevois, le Courrier savoyard.

### Cultes
La commune de Menthon-Saint-Bernard est le centre de la paroisse Saint-Germain du lac qui regroupe l'ensemble les communes de la rive droite du lac d'Annecy. Cette paroisse fait partie du doyenné d'Annecy, rattaché au diocèse d'Annecy.
Les Menthonnais disposent d'un lieu de culte catholique : l'église Saint-Bernard de Menthon.

## Économie
- Tourisme : Menthon-Saint-Bernard jouit d'une situation stratégique au pied des premiers contreforts du massif des Bornes : Mont Veyrier, Roc de Chère, Dents de Lanfon. Plus tous les loisirs nautiques avec le lac d'Annecy. Visite du château. Sports nautiques. Villégiature et palaces-hôtels-restaurants.
- Agriculture.

## Culture locale et patrimoine

### Lieux et monuments

Baie de Menthon
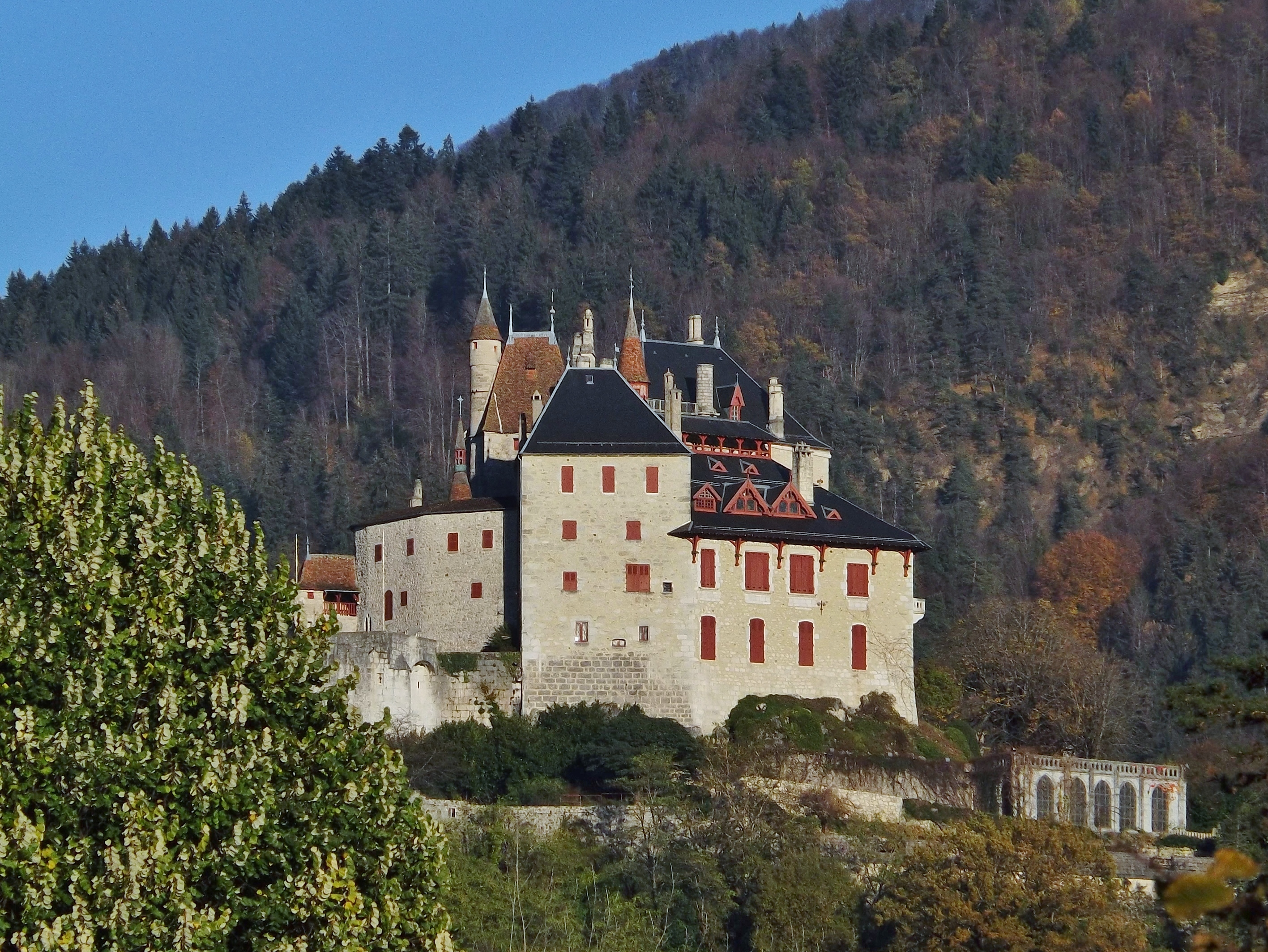
Vue du château de Menthon-Saint-Bernard.
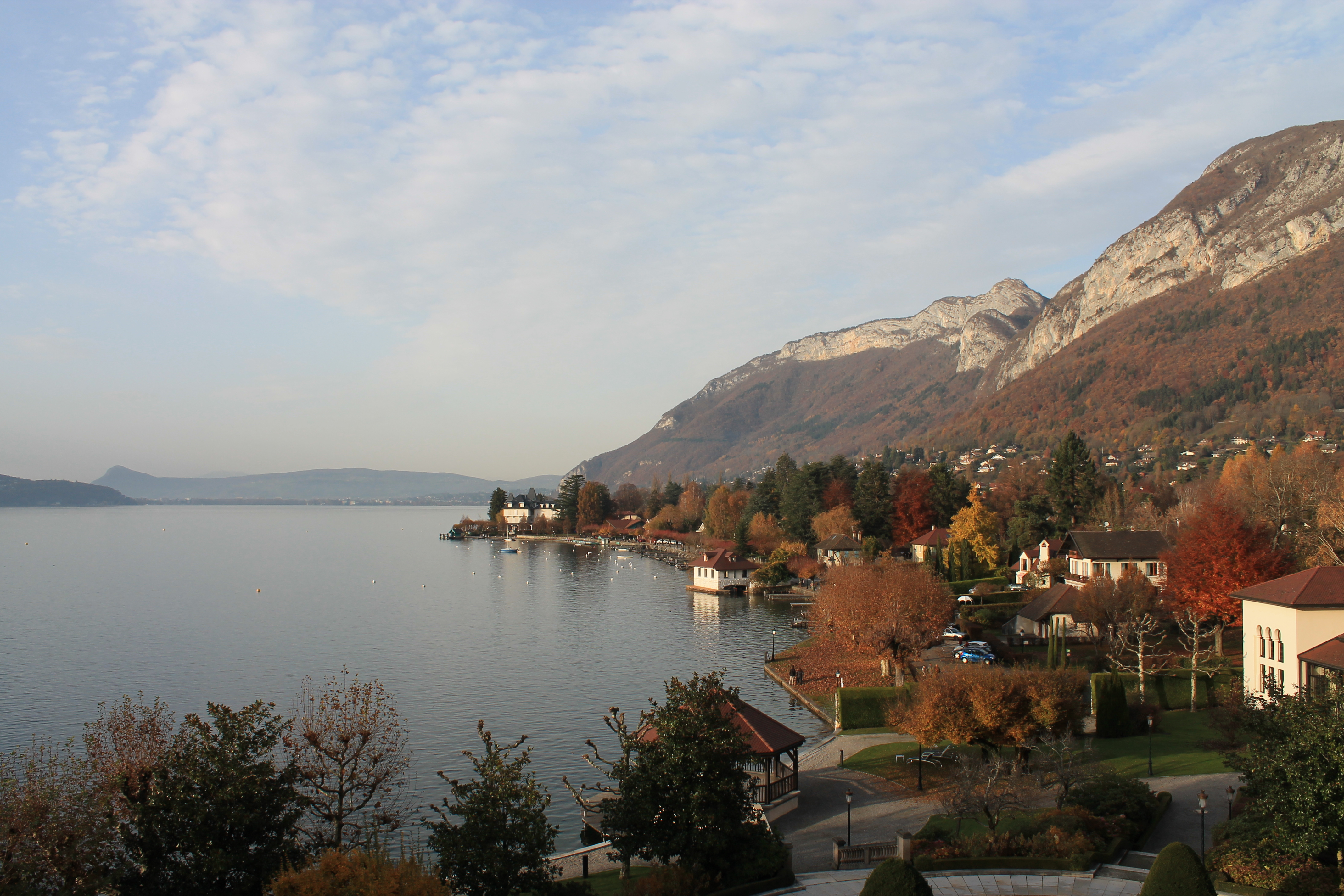
Vue de la baie de Menthon-Saint-Bernard depuis la terrasse du Palace.
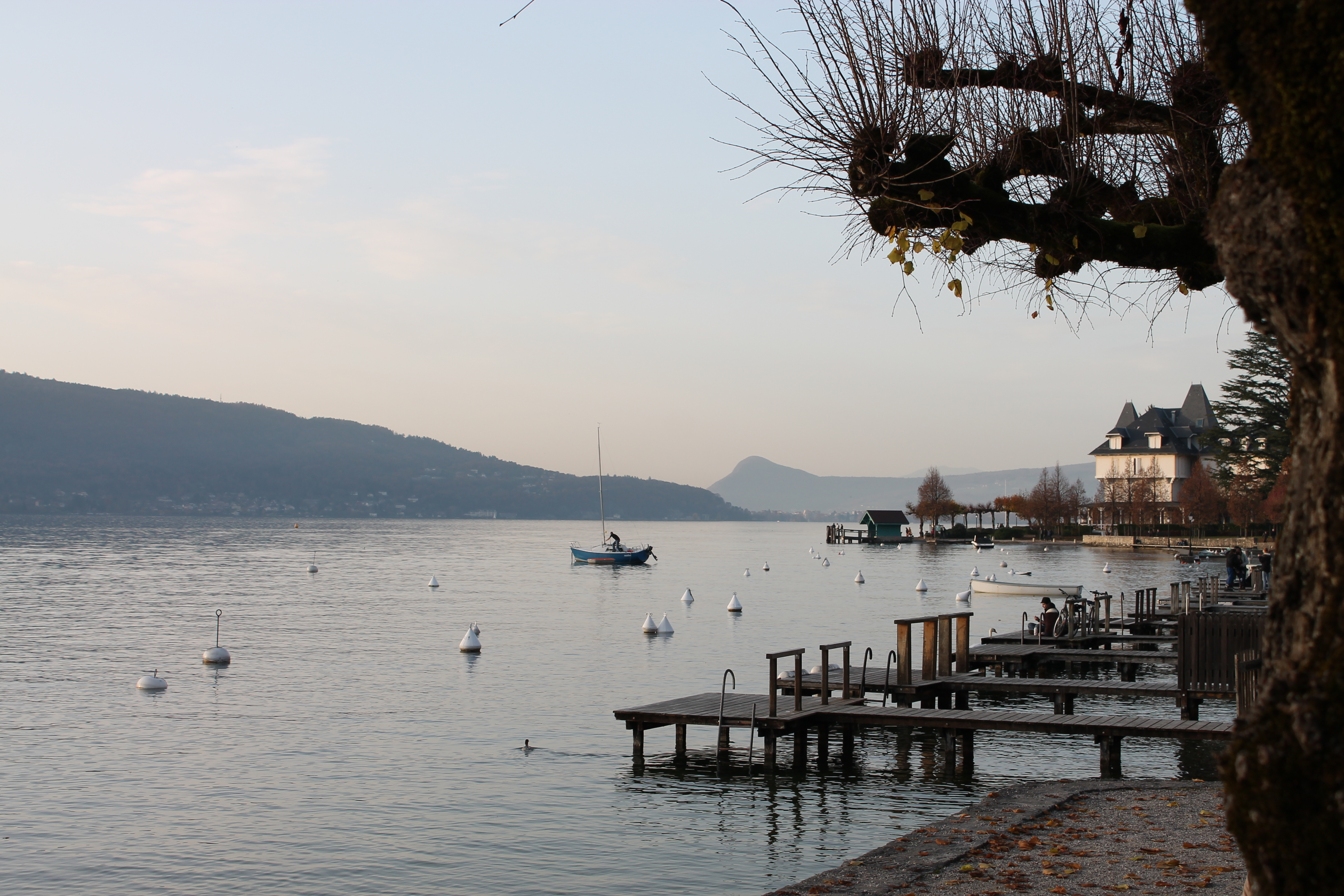
Vue du port de Menthon-Saint-Bernard.
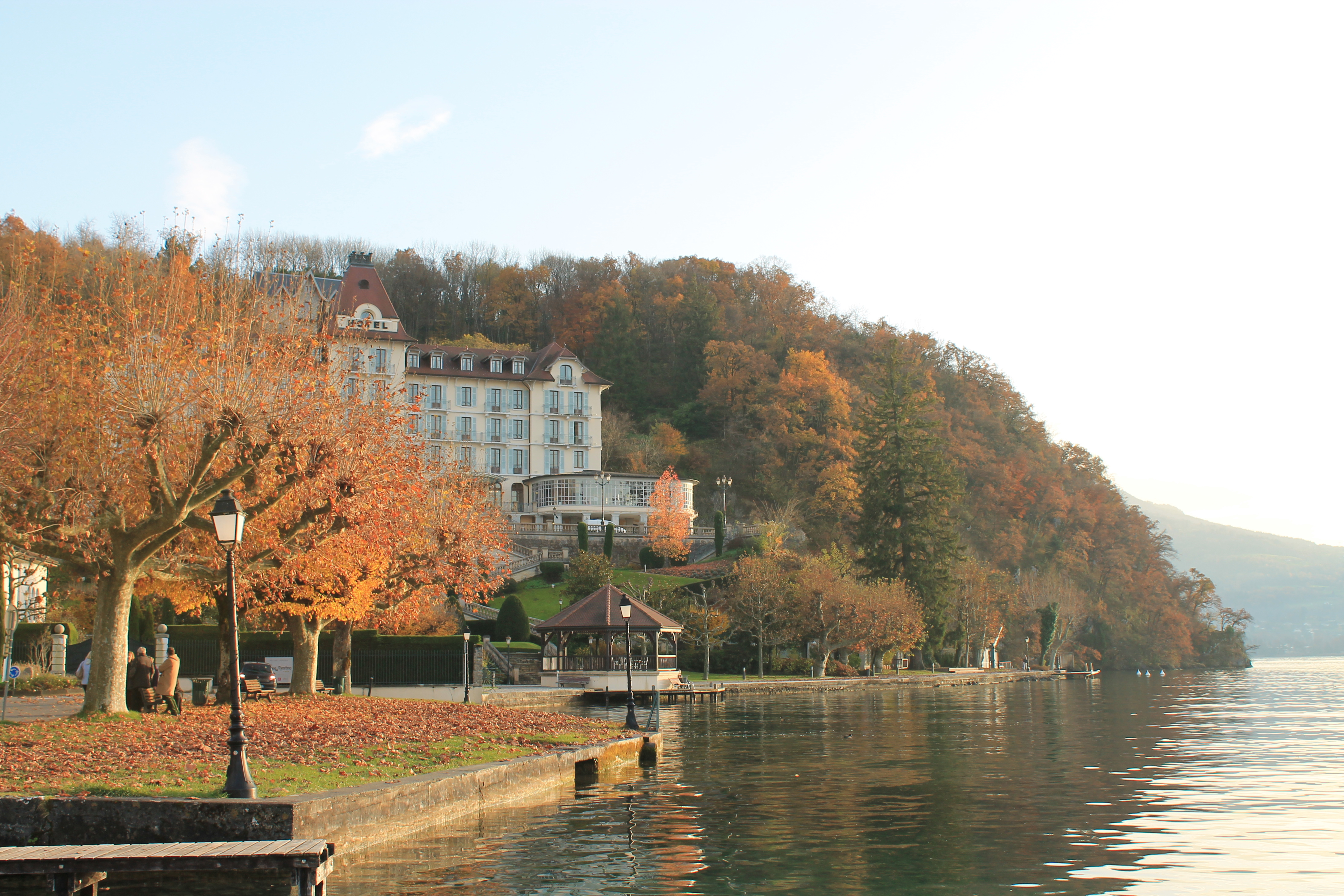
Vue du Palace de Menthon sur les contreforts du Roc de Chère.
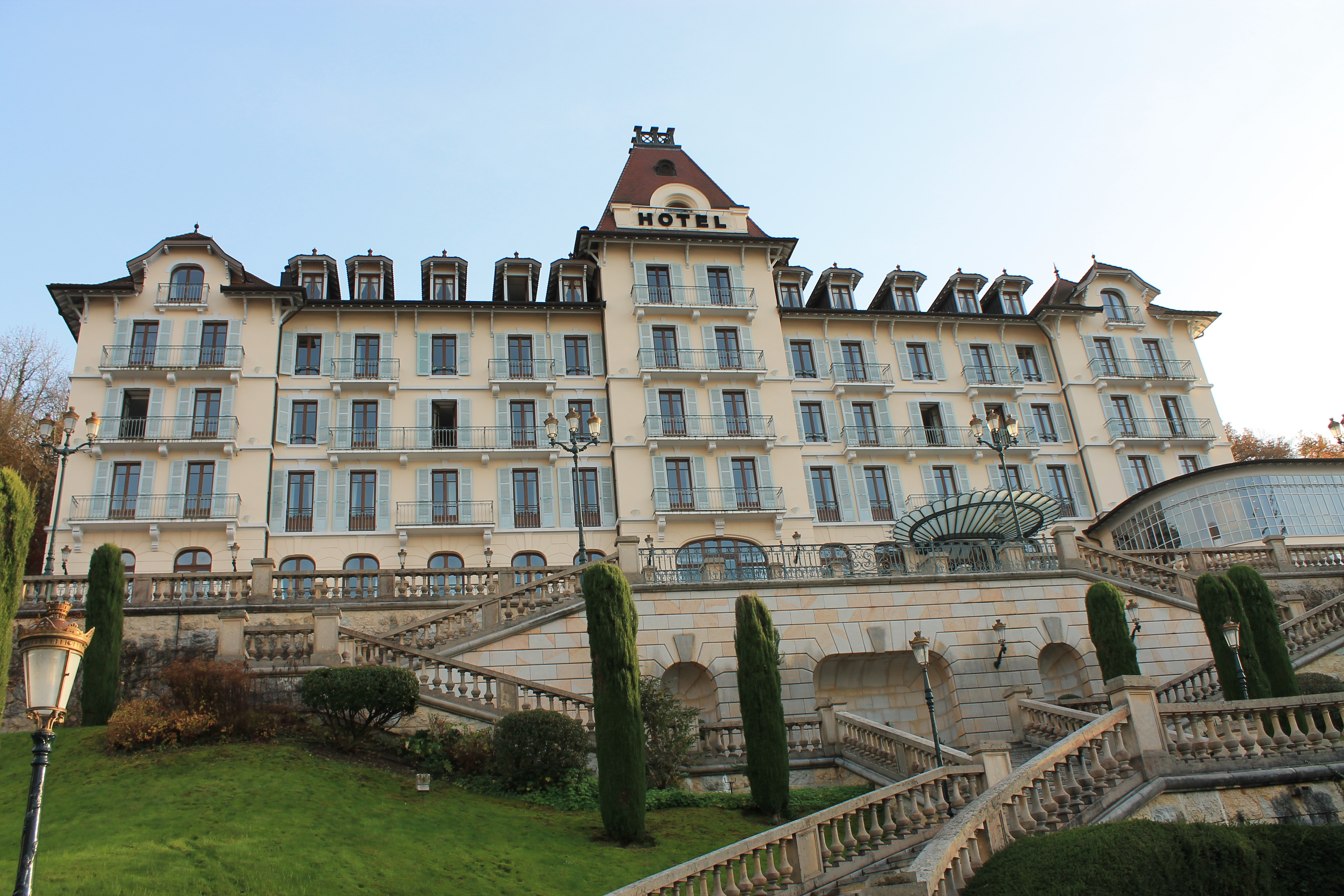
Vue de la façade du Palace de Menthon.

La commune compte deux monuments répertoriés à l'inventaire des monuments historiques mais aucun lieu répertorié à l'inventaire général du patrimoine culturel. Par ailleurs, elle compte vingt-quatre objets répertoriés à l'inventaire des monuments historiques et aucun répertorié à l'inventaire général du patrimoine culturel.
- Sites des thermes gallo-romains de Menthon-Saint-Bernard (env. 900 m2) (propriété privée)  Inscrit MH (1991).
- Château de Menthon-Saint-Bernard  Inscrit MH (1989) dominant la commune sur la route du col de Bluffy, datant du Moyen Âge (XIIIe siècle). Remanié au XVe siècle et XVIe siècle, il subira des aménagements de confort à partir de 1740. L'aspect actuel du château date de 1880, lui donnant une ressemblance aux châteaux de Louis II de Bavière (tourelles, galeries à colombage, remaniement intérieur).
- Église Saint-Bernard de Menthon de style néo-classique sarde de 1847.
- Statue de saint Bernard de Menthon par le statuaire Philippe Besnard.
- Palace de Menthon, construit en 1906-1907 par l'architecte annécien Louis Ruphy[28] dans un style Belle Époque, puis agrandi par les frères Gruffaz.

### Espaces verts et fleurissement
En 2014, la commune obtient le niveau « une fleur » au concours des villes et villages fleuris.

### Personnalités liées à la commune
- Maison de Menthon.
- Saint Bernard (vers 923-1008).
- François de Menthon (1900-1984), professeur, résistant, homme politique (député MRP de 1945 à 1958), fondateur du journal de la Résistance Liberté qui deviendra Combat.
- Hippolyte Taine (1828-1893), enterré dans sa propriété à Menthon-Saint-Bernard.

### Héraldique
| Armes de Menthon-Saint-Bernard | Les armes de Menthon-Saint-Bernard se blasonnent ainsi : De gueules, au lion d'argent, à la cotice d'azur brochant sur le tout. |